# Hydrobiosidae
Hydrobiosidae zijn een familie van schietmotten.

## Geslachten
- Allobiosis  (1)
- Allochorema  (2)
- Amphichorema  (3)
- Androchorema  (1)
- Apatanodes  (2)
- Apsilochorema Ulmer, 1907 (51)
- Atopsyche  (127)
- Atrachorema  (3)
- Australobiosis  (3)
- Austrochorema  (10)
- Bullivena  (1)
- Cailloma  (3)
- Clavichorema  (7)
- Costachorema  (8)
- Edpercivalia  (16)
- Erichorema  (1)
- Ethochorema  (7)
- Heterochorema  (1)
- Hydrobiosis  (25)
- Hydrochorema  (3)
- Iguazu  (2)
- Ipsebiosis  (1)
- Isochorema  (2)
- Koetonga  (1)
- Megogata  (1)
- Metachorema  (2)
- Microchorema  (4)
- Moruya  (3)
- Neoatopsyche  (5)
- Neochorema  (4)
- Neopsilochorema  (1)
- Neurochorema  (4)
- Nolganema  (1)
- Palaeohydrobiosis  (1)
- Parachorema  (1)
- Poecilochorema  (6)

- Pomphochorema  (1)
- Pseudoradema  (1)
- Psilochorema  (14)
- Psyllobetina  (5)
- Ptychobiosis  (4)
- Rheochorema  (4)
- Schajovskoya  (1)
- Stenochorema  (1)
- Synchorema  (2)
- Tanjilana  (2)
- Tanorus  (12)
- Taschorema  (11)
- Tiphobiosis  (16)
- Traillochorema  (2)
- Ulmerochorema  (9)
- Xanthochorema  (9)